# David Flusser
David Flusser (Hebreeuws: דוד פלוסר) (Wenen, 15 september 1917 - Jeruzalem, 15 september 2000) was een Israëlische professor gespecialiseerd in het vroege christendom en jodendom van de Tweede Tempelperiode aan de Hebreeuwse Universiteit van Jeruzalem.
Flusser is opgegroeid in Wenen en Bohemen. Vóór de Tweede Wereldoorlog is hij uit Europa naar het Mandaatgebied Palestina gegaan, waar hij jarenlang onderzoek heeft gedaan en les heeft gegeven aan de Hebreeuwse Universiteit in Jeruzalem. Bekend is hij vooral geworden door zijn 'biografie' van Jezus uit 1969, die in vele talen is verschenen, en daaruit voortvloeiend Tussen oorsprong en schisma, artikelen over Jezus, het jodendom en het vroege christendom.
- Biblioteca Nacional de España: XX1050773
- Bibliothèque nationale de France: cb12669104j (data)
- Gemeinsame Normdatei: 119302578
- International Standard Name Identifier: 0000 0001 0886 8427
- Library of Congress Control Number: n83185497
- Nationale Bibliotheek van Tsjechië: jn19990009557
- Nationale Bibliotheek van Israël: 987007261129405171
- Nationale Bibliotheek van Polen: a0000001166793
- Nederlandse Thesaurus van Auteursnamen: 069191751
- Système universitaire de documentation: 069652600
- Trove: 1258424
- Virtual International Authority File: 34580248
- WorldCat: E39PBJqFPhFwxqBt9b7rYGMgKd